# 梅賽德斯·格萊茲
梅賽德斯·凱里（英語：Mercedes Carey，娘家姓：格萊茲（Gleitze），1900年11月18日—1981年2月9日），女，英國職業游泳運動員，是首位以游泳方式橫渡直布羅陀海峽的人，亦是首位游過英倫海峽的女性。

## 外部連結
- 维基共享资源上的相關多媒體資源：梅賽德斯·格萊茲